# ГЭС (Вологодская область)
ГЭС — посёлок в Вологодском районе Вологодской области.
Входит в состав Кубенского сельского поселения (с 1 января 2006 года по 8 апреля 2009 года входил в Несвойское сельское поселение), с точки зрения административно-территориального деления — в Несвойский сельсовет.
Расстояние до районного центра Вологды по автодороге — 43 км, до центра муниципального образования Кубенского по прямой — 13 км. Ближайшие населённые пункты — Несвойское, Маслозавод, Погост Рождество, Паутово, Озерково, Путятино, Андроново, Демино, Павлово.
По переписи 2002 года население — 17 человек.